# 加尔德冈和图尔蒂拉克
加尔德冈和图尔蒂拉克（法語：Gardegan-et-Tourtirac，法語發音：[ɡaʁdəɡɑ̃ e tuʁtiʁak]）是法国吉伦特省的一个市镇，属于利布尔讷区。

## 地理
加尔德冈和图尔蒂拉克（44°54'1"N, 0°1'18"W）面积9.58 平方千米，位于法国新阿基坦大区吉倫特省，该省份为法国西南部沿海省份，是法國本土面积最大的省，北起滨海夏朗德省，西临大西洋，南至朗德省，东南接洛特-加龍省，东临多爾多涅省。
与加尔德冈和图尔蒂拉克接壤的市镇（或旧市镇、城区）包括：莱萨勒德卡斯蒂永、圣米歇尔德蒙泰涅、贝尔韦斯-德卡斯蒂永、圣热内斯-德卡斯蒂永、圣菲利普代吉耶、圣科隆布。

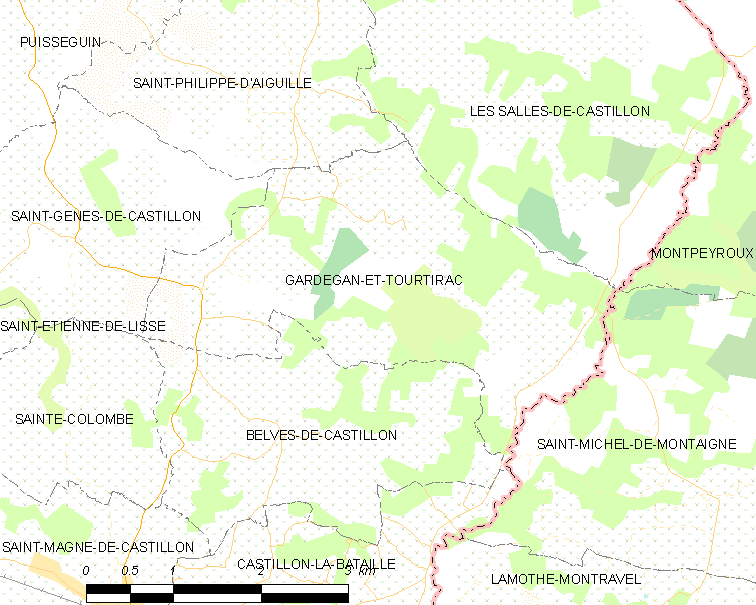
加尔德冈和图尔蒂拉克的OSM定位图

加尔德冈和图尔蒂拉克的时区为UTC+01:00、UTC+02:00（夏令时）。

## 行政
加尔德冈和图尔蒂拉克的邮政编码为33350，INSEE市镇编码为33181。

## 政治
加尔德冈和图尔蒂拉克所属的省级选区为多尔多涅山丘县。

## 人口

1962-2008年间加尔德冈和图尔蒂拉克人口变化图示

加尔德冈和图尔蒂拉克于2022年1月1日时的人口数量为277人。